# Martín Bernacchia
Martín Ariel Bernacchia (San Isidro, Buenos Aires, Argentina 13 de marzo de 1977) es un exfutbolísta que se destacó como arquero y es apodado el Mono por sus características a la hora de llevar a cabo su función dentro de la cancha.

## Carrera
Se formó en las divisiones inferiores años 1993 a 1997 y debutó en el Club Atlético Vélez Sársfield durante el Torneo Clausura 1998 del cual obtuvo dicho Campeonato del cual fue tercer arquero (1998-1999 hasta el Torneo Clausura de dicho año), posteriormente pasó a formar parte del plantel del Club Almagro en tres ocasiones, (1999/2002-2004 y 2008). Jugó en el Club Atlético Talleres (Córdoba) entre el 2004 y 2008, luego retorno al Club Almagro en 2008 hasta mediado de 2009 ya que descendió a la B Metropolitana (3.ª division) y actualmente se encuentra en Gimnasia y Esgrima de Jujuy.
Su mayor éxito deportivo lo hizo cuando después de una temporada en el club Vélez Sarfield, se fue a formar parte del Club Almagro, logrando debutar en la B Nacional, en la sexta fecha de la segunda rueda del Torneo Primera B Nacional 1999-2000, reemplazando a Fabian Binzunga y jugó hasta la fase final, más 4 partidos del reducido por el segundo ascenso, totalizando 16 partidos disputados. En el partido contra Los Andes fue expulsado y fue reemplazado por Damián Grosso para disputar los partidos de la Promoción ante Instituto Atlético Central Córdoba, que en aquel momento se encontraba en Primera División del Fútbol Argentino, ganando al final la Promoción contra el Club cordobés en el global 2 a 1, ascendiendo a primera. En la temporada 2000/2001 Bernacchia, continuó en el club. Actualmente juega para Defensores Unidos.

## Selección nacional
Fue arquero suplente para la Selección Argentina Sub-17 en el Campeonato Sudamericano del año 1993 disputado en Colombia de segundo arquero Nicolas Carlos Cambiasso y del primer arquero titular Rodrigo Alfredo Dossetti. Ya que para dicho Mundial disputado en Japón 1993 Sub-17 fueron José Pablo Burtovoy, José Fabian Ramirez y Cesar Humberto Zinelli.

## Clubes
| Club                        | País      | Año       |
| --------------------------- | --------- | --------- |
| CA Vélez Sársfield          | Argentina | 1998-1999 |
| Club Almagro                | Argentina | 1999-2000 |
| Emelec                      | Ecuador   | 2001      |
| Ciudad de Murcia            | España    | 2001-2002 |
| Club Almagro                | Argentina | 2003-2005 |
| Quilmes AC                  | Argentina | 2005-2006 |
| Chacarita Juniors           | Argentina | 2006-2008 |
| Talleres de Córdoba         | Argentina | 2008-2009 |
| Gimnasia y Esgrima de Jujuy | Argentina | 2009-2010 |
| Ferro Carril Oeste          | Argentina | 2010-2011 |
| CA Platense                 | Argentina | 2011-2012 |
| Defensores Unidos           | Argentina | 2012-2013 |